# Alexandre Vinogradov
Pour les articles homonymes, voir Aleksandr Vinogradov.
Alexandre Vinogradov (en russe : Александр Александрович Виноградов) est un artiste russe né en 1963 à Moscou. Il vit et travaille à Moscou. 
Depuis 1994, il travaille en collaboration avec Vladimir Dubossarsky.

## Formation
- 1980-1984 : Études à l’École d’Art de Moscou, Moscou
- 1989-1995 : Études à l’Institut des Beaux-arts Sourikov, Moscou

## Expositions personnelles
2008
- Galerie Vilma Gold, Londres

2007
- Dans l’atelier de l’artiste, Galerie Orel Art, Paris

2005
- 9 Nu(e) s, Galerie Orel Art, Paris
- 9 Nu(e) s, Galerie Charlotte Moser, Genève, Suisse
- Projet “Starz”, Première Biennale d’Art Contemporain, Moscou
- Russia, Galerie XL, Moscou

2004
- Dubossarsky & Vinogradov, Galerie Vilma Gold, Londres
- Galerie XL, Moscou
- Galerie Krinzinger, Vienne, Autriche

2003
- Underwater forever, Galerie Orel Art Presenta, Paris
- Le retour de l’artiste, 50e Biennale de Venise, Pavillon russe, Venise
- Raining, Galerie Krinzinger, Vienne, Autriche
- Astrakhan Blues, Galerie XL, Moscou
- Our Best Word, Deitch Project, New York
- Dubossarsky & Vinogradov, Galerie Vilma Gold, Londres

2002
- Painting for Finland, Galerie MUU, Helsinki, Finlande
- Total painting, Galerie XL, Moscou

2001
- Picture for London, Galerie Vilma Gold, Londres
- How are you, Ladies and Gentlemen?, Galerie Claudio Poleschi, Lucca, Italie
- Sweet girls, Galerie Fine Art, Moscou

2000
- Inspiration, Galerie XL, Moscou

1998
- P.S., Galerie Guelman, Moscou

1997
- Erntedankfest. Atelier Ester Freund, Vienne, Autriche
- Études, L-Gallery, Moscou

1996
- Littérature Russe, Galerie Guelman, Moscou
- Célébration. Galerie Guelman, Moscou
- Dubossarsky & Vinogradov, Moscow Fine Art Gallery, Moscow
- Picture for Reichstag, Hilgelman Gallery, Berlin

1995
- Paintings Made to Order, L-Gallery, Moscowu

1994
- Picasso in Moscow, Studio-20 Gallery, Central House of Artists, Moscou

## Expositions collectives
2008
- Thaw, Russian Art From Glasnost to the Présent, Chelsea Art Museum, New York

2007
- Art Paris Abu Dhabi, Galerie Orel Art, Abu Dhabi, EAU
- East/West, Galerie Orel Art, Paris
- I believe, Sous l’impulsion de Oleg Kulik, Vinzavod, Moscou
- Moscow World Fine Art Fair, Galerie Orel Art, Moscou
- SWAB art fair, Galerie Orel Art, Barcelone
- Galerie Nationale Tretiakov, Moscou

2006
- Russia!, Musée Guggenheim, Bilbao, Espagne
- ART ATTACK! (Art contemporain russe), Galerie Orel Art, Paris

2005
- Russia!, Musée Solomon-R.-Guggenheim, New York
- Russian Pop Art, Galerie Tretiakov, Moscou
- Angels, MUKHA, Anvers, Belgique

2004
- Expander, Royal Academy of Arts, Londres
- Moscou - Berlin, Berlin- Moscou, State Historical Museum, Moscou
- Candyland Zoo, KIAD, Canterbury

2003
- Moscou - Berlin, Berlin- Moscou, Berliner Gropius-Bau, Berlin
- Art Festival at the Bay of Joy "Melioration", Kliazma, Russie
- Dirty Pictures, The Approach, Londres
- Suivi de chantier-Work in progress, Galerie Suzanne Tarasiève, Paris
- Deitch Projects à l’Armory, New York

2002
- Moscou - Moscou, Biennale Sao Paolo, Brésil
- Festival Art Kliazma, Kliazma, Russie
- Urgent painting, Musée d’Art Moderne de la Ville de Paris, Paris
- Russian Contemporary Painting 1992-2002, Maly Manège, Moscou
- Davai. Russian Art Now, Aus dem Laboratorium der Freien Kunste in Russland, Berlin
- The Galeries Show, Royal Academy of Art, London
- Davai, MAK, Austrian Museum of Applied Arts, Vienne, Autriche
- Moscou. Paradise 2002, Galerie Krinzinger, Vienne, Autriche
- Bizarre, (curated by Luca Beatrice), 3G Art Contemporanea, Udine, Italie

2001
- Made in Italy, Palazzo della Triennale, Milan, Italie
- Russian Madness, Biennale de Valence, Espagne
- Moscow workshop, Art Moscou, Moscou
- Warhol week in Moscow, Galerie XL, Moscou
- Players, Watermill Center of Robert Wilson, États-Unis
- Russian artists in Vienna, Schloss Grafenegg, Vienne, Autriche
- Escape, 2e Biennale de Tirana, Albanie

2000
- I hate you in June, Ein Harod Museum, Israël
- In & Out, I Biennale de Tirana, Albanie
- Guelman’s collection, The State Russian Museum, Saint-Pétersbourg
- Shivers, Galerie Cesare Manzo, Pescara, Italie
- Vilnius Painting Triennale, Centre d’Art Contemporain, Vilnius, Lituanie
- Fuori Uso 2000 The Bridges, Pescara, Italie

1997
- Moscow - Uriupinsk. To Russia with Love, Uriupinsk
- Art-Moscow, Central House of Artists, Moscou
- Topical Art of Russia, Sécession, Vienne
- History Presented in Persons, Samara, Perm, Novosibirsk
- Verbal Line in Contemporary Russian Art, Russian Cultural Center, Budapest, Hongrie

1996
- Moscow Forum of Art Initiatives, Small Manege, Moscou

1995
- Russian Beauty, TZSI, Moscow
- Walks Behind the Sky-Line, 100 Beliaevo Exhibition Hall, Moscou
- Action Artists Against Sex, Manhattan-Express Club, Moscou
- Home, 100 Beliaevo Exhibition Hall, Moscou
- An Artist and his Model, Moscow Fine Art Gallery, Moscou
- INTERREGNUM, Kunsthalle Nurnberg, Nuremberg, Allemagne

1994
- May Exhibition, House of Artists in 20, Kuznetskii Most, Moscou
- Reproduction Mon Amour, Laboratory Gallery, Moscou

## Acquisitions
- Centre Georges Pompidou, Paris
- Collection Gagosian, Londres
- Bonn Historical Museum, Bonn, Allemagne
- Galerie Tretyakov, Moscou
- Collection Saatchi, Londres
- Ivanovo Museum, Ivanovo, Russie
- Musée d'Art de Iaroslavl, Russie
- Musée des arts appliqués (Vienne) (MAK), Autriche
- Musée d'Art Moderne, Huston, États-Unis
- Musée d'Art Moderne de la ville de Moscou, Moscou
- Musée d'Art Moderne, Avignon, France
- Musée de DUK Université, États-Unis
- Musée National Russe, Saint-Pétersbourg
- Pavillon de la Sécession, Vienne, Autriche
- Musée de la Photographie, Moscou
- Musée d’art contemporain de Valence, Espagne